# Erannis bellaria
Erannis bellaria är en fjärilsart som beskrevs av Scholz 1947. Erannis bellaria ingår i släktet Erannis och familjen mätare. Inga underarter finns listade i Catalogue of Life.